# Citroën C-SportLounge
El Citroën C-SportLounge es un prototipo de automóvil desarrollado por la compañía de automóviles Citroën. Fue presentado en el Salón del Automóvil de Fráncfort de 2005 y mostrado por segunda vez en el Festival Internacional del Automóvil 2012, ya que el Citroën DS5 está basado en este prototipo.

## Características
Incluye un motor de 1997 cc acoplado a una caja de cambios de 6 velocidades de transmisión automática. Es un vehículo de tracción delantera y tiene llantas de aleación de 20 pulgadas con neumáticos 255/40.

## Diseño
La parte delantera muestra entradas de aire anchas, posee un amplio parabrisas que se extiende hasta la parte superior uniéndose con un techo panorámico diseñado para favorecer la visibilidad y la entrada de luz. El diseño interior está basado en una cabina de avión. El Automóvil fue diseñado por el jefe de diseño de Citroën, Jean-Pierre Ploué.